# Swing trading
El Swing Trading es una técnica de inversión que utiliza los gráficos que la cotización de las acciones dibuja sesión a sesión para detectar tendencias, ya sean alcistas o bajistas, y seguir al mercado, aprovechándolas para ganar dinero tanto cuando el mercado sube como cuando cae.
Para aplicar la estrategia se puede usar cualquier producto financiero: acciones, futuros o ETF. 
El Swing Trading es una técnica especulativa: la búsqueda sistemática de dinero gracias a las actividades especulativas es contraria a la moral religiosa católica. 

## Aplicación práctica
Lo primero que hacemos para seguir esta estrategia es seleccionar un CFD y su gráfico, a continuación vemos si está alcista o bajista, luego compramos la posición al alza o a la baja y, por último, calculamos el Stop loss que debemos ponerle, que será, preferiblemente, un stop dinámico, que irá moviéndose con la cotización.
Cuando estamos en el caso de haber comprado una posición al alza (alcista), los niveles de Stop Loss (el precio de cierre de la posición) serán menores que el último cierre, es decir, el Stop Loss estará por debajo del precio al que cerró la cotización el día anterior. Por lo tanto, si en posteriores sesiones baja la cotización y salta el Stop Loss que pusimos, se cerrará la posición larga y automáticamente se abrirá una posición corta con el mismo precio. Este punto es muy importante, porque nuestra orden de venta al poner el stop fue del doble de CFDs que teníamos en cartera, lo que al saltar da como resultado una inversión bajista en ese punto de precio y por la misma cantidad que teníamos al alza. Esta técnica es utilizada por muchos inversores cualificados a través de los robots de Negociación de alta frecuencia o High Frequency Trading.
Ahora, sin tener que decidir nada, sin tener que pensar si el mercado va o no a caer, solo a través de nuestro cálculo de stops y nuestras órdenes Stop Loss, estamos preparados para ganar dinero con la caída del mercado. Acto seguido, calcularemos un nuevo stop para esa posición corta, que obviamente será un precio superior al actual y que también pondremos por el doble de la inversión actual.
Cuando en las siguientes sesiones la cotización consiga superar al alza el nivel del stop de cortos, entonces se cerrarán posiciones cortas y se abrirán automáticamente posiciones largas, y así sucesivamente.
En resumen, con esta técnica siempre se está dentro del mercado, y es el gráfico el que va dibujando la cotización y nuestros Stop Loss los que unas veces nos sitúan en posición corta, en la cual el stop de cortos irá bajando conforme baja el gráfico, y otras veces en posición larga, en la cual el stop irá subiendo conforme sube el gráfico.

## Variante estratégica
Opcionalmente, es posible seguir la estrategia de Swing Trading en una variante diferente. Esta variante consiste en poner los Stop Loss sin duplicar la cantidad de títulos en cartera. En este caso, cuando salte un stop no se abrirá automáticamente la posición contraria, sino que unos minutos antes del cierre del mercado abriremos nosotros esa posición contraria, pero eso sí, con una condición: si efectivamente el precio de la cotización de la acción permanece por debajo del Stop Loss, se abrirá la posición contraria, pero si eso no sucede, si antes del cierre la acción hubiera recuperado el precio de stop, situándose el precio por encima de este, volveríamos a entrar en posición larga, y así habríamos evitado una rotura en falso del stop o un barrido.
Esta variante tiene una ventaja y un inconveniente. La ventaja es evitar que en tensiones del mercado nos salten los stops, sin cambiar la tendencia, lo que algunas veces impide pérdidas innecesarias. El inconveniente es que hay que estar más pendiente del mercado, ya que hay que abrir posiciones al cierre de mercado cada vez que salta un stop.